# Pottia pellata
Pottia pellata är en bladmossart som beskrevs av Brotherus 1902. Pottia pellata ingår i släktet Pottia och familjen Pottiaceae. Inga underarter finns listade i Catalogue of Life.